# قورباغه شیشه‌ای
قورباغه شیشه‌ای (نام علمی: Centrolenidae) نام یک تیره از راسته قورباغه است.